# Sve džaba (2006.)
Sve džaba, hrvatski dugometražni film iz 2006. godine, nastao u koprodukciji hrvatskih (Propeler film, Porta produkcija) s bosanskohercegovačkim (BHT) i srbijanskim (MagicBox Multimedia) produkcijskim kućama.

## Vanjske poveznice
- Sve džaba u internetskoj bazi filmova IMDb-a